# Giovanni di Lusignano
Giovanni di Lusignano (1329/1330 – 1375) fu principe titolare d'Antiochia dal 1345 e Connestabile di Cipro, dal 1358 fino alla sua morte; fu anche reggente di Cipro, per due volte, dal 1362 al 1365, per il fratello, Pietro I, e dal 1369 al 1371, per il nipote, Pietro II.

## Biografia

### Infanzia

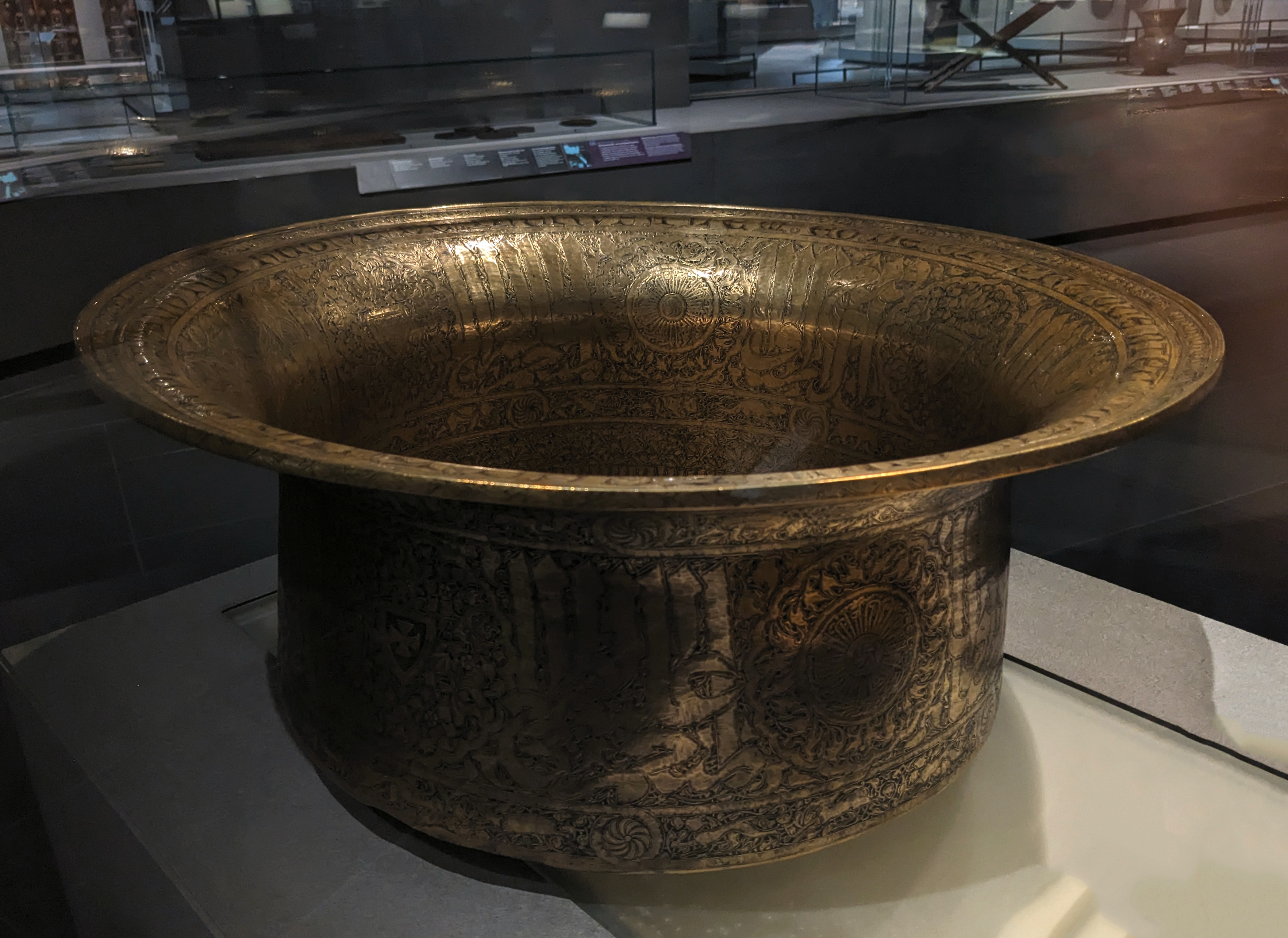
Lavabo (XIV secolo, Egitto o Siria, Museo del Louvre) attribuito a Ugo IV di Cipro.

Sia secondo Les familles d'outre-mer, che secondo la Chroniques d'Amadi et de Strambaldi. T. 1, Pietro era il figlio terzogenito del re di Cipro e di Gerusalemme Ugo IV (1294 – 1359) e di Alice d'Ibelin (1305 c. – 1386), che, ancora secondo Les familles d'outre-mer, che secondo la Chroniques d'Amadi et de Strambaldi. T. 1, era figlia di Guido d'Ibelin, signore del castello di Nicosia, siniscalco di Cipro e della moglie, nonché cugina, Isabella o Margherita d'Ibelin.

Sia secondo Les familles d'outre-mer, che secondo la Chroniques d'Amadi et de Strambaldi. T. 1, Ugo era l'unico figlio maschio del Connestabile del regno di Cipro, Guido di Lusignano e della moglie, la signora di Beirut, Eschiva di Ibelin, che, ancora secondo Les familles d'outre-mer, era la figlia secondogenita di Giovanni di Ibelin, signore di Beirut e di Alice de la Roche, figlia di Guido I de la Roche, Duca di Atene.
Giovanni ricevette ancor giovane il titolo di Principe titolare d'Antiochia, puramente onorifico in quanto la città di Antiochia era in mano ai Mamelucchi da oltre mezzo secolo.
All'età di circa vent'anni, Giovanni assieme al fratello maggiore, Pietro (1328 – 1369), Conte di Tripoli, lasciarono Cipro per un viaggio in Europa senza il permesso paterno; il padre, Ugo IV, fece arrestare Giovanni Lombardo, l'uomo che li aveva aiutati a lasciare l'isola, lo imprigionò e torturò, tagliandoli una mano ed un piede prima di impiccarlo nell'aprile 1349, e nel contempo allestì due navi che andarono alla ricerca dei figli; trovatili riportarono Pietro e Giovanni a Cipro, dove furono imprigionati e il padre stesso fece da carceriere; poi si impietosì e li fece tornare a Nicosia. 

### Matrimoni
Giovanni si sposò due volte, la prima quando era ancora molto giovane, nel 1343, con Costanza d'Aragona, che, secondo sia la Chroniques d'Amadi et de Strambaldi. T. 1, che Les familles d'outre-mer, era figlia del re di Sicilia o re di Trinacria, Federico III d'Aragona e della moglie, Eleonora d'Angiò, come ci viene confermato dai documenti n° II e III della Histoire de l'île de Chypre sous le règne des princes de la maison de Lusignan. 3; Costanza era più vecchia del marito di oltre vent'anni ed era già vedova di due mariti, del re di Cipro e di Gerusalemme, Enrico II di Cipro, nel 1324 e del re della Piccola Armenia, Leone V, nel 1341; per questo matrimonio, secondo lo storico ungherese Weyprecht Hugo von Rüdt von Collenberg fu necessaria una dispensa papale.
Costanza morì l'anno dopo, nel 1344 e Giovanni, nel 1350, si risposò con Alice d'Ibelin, figlia di Guido di Ibelin, siniscalco di Cipro e di Margherita di Ibelin; anche per questo matrimonio, secondo lo storico ungherese Weyprecht Hugo von Rüdt von Collenberg fu necessaria una dispensa papale.

### Ascesa
Suo padre, Ugo IV, nel 1358, cedette la corona di Cipro a suo fratello, Pietro come Pietro I e contemporaneamente nominò Giovanni, già principe di Antiochia, connestabile di Cipro.
Suo fratello, Pietro I, deciso a condurre una nuova crociata per riconquistare la città di Gerusalemme, all'inizio del 1363, intraprese un viaggio in Europa, durante il quale si recò in Germania, Francia e Inghilterra; visitò anche Avignone ove incontrò papa Urbano V, dal quale ottenne l'approvazione e l'appoggio per l'impresa.

Per tutto il tempo che Pietro I fu in Europa e anche durante la crociata alessandrina, Giovanni resse il regno di Cipro, come dimostra la lettera della Histoire de l'île de Chypre sous le règne des princes de la maison de Lusignan, volume 2, datata 1363, di suo fratello Pietro I.
Il 17 gennaio 1369, suo fratello, Pietro I, fu ucciso e decapitato, probabilmente con la complicità dei suoi stessi fratelli, sia Giovanni che Giacomo.

L'omicidio di Pietro viene confermato da Les familles d'outre-mer, e narrato sia dalla Chroniques d'Amadi et de Strambaldi. T. 1 che dalla Chronique de l'Île de Chypre.

A Pietro succedette il figlio Pietro, come Pietro II, sotto la tutela della madre, Eleonora, e la reggenza dello zio, Giovanni.
Con l'appoggio di Papa Gregorio XI, Eleonora, per vendicare la morte del marito e per aiutare il figlio a regnare, invitò i genovesi ad invadere Cipro.

### Morte

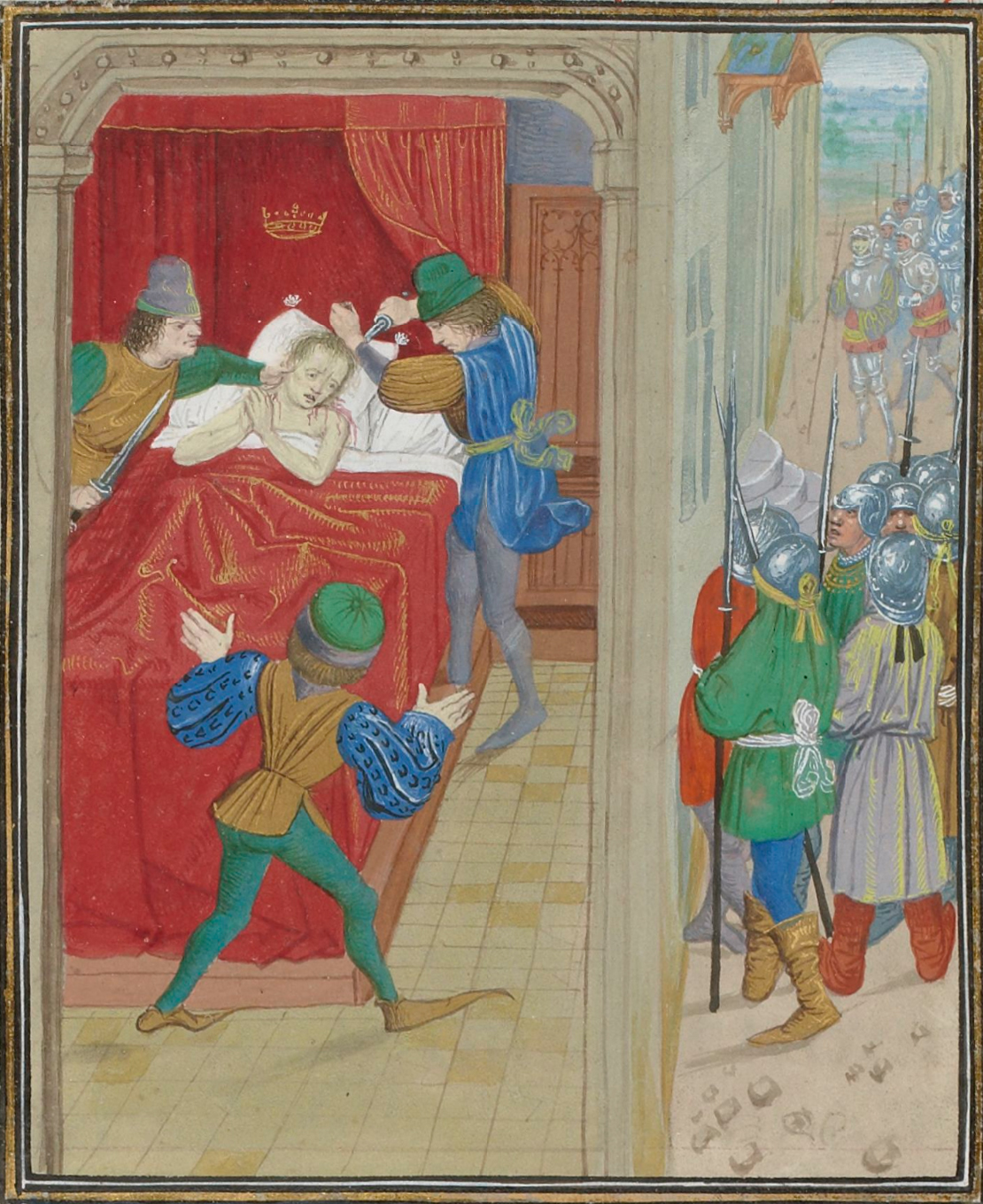
Assassinio di Pietro I di Lusignano, re di Cipro. Jean Froissart, Chroniques, Bruges, XV secolo (BNF, FR 2645)

Mentre suo fratello, Giacomo, veniva imprigionato a Genova, sua cognata, Eleonora, con la complicità del figlio, il re, Pietro II, tese un tranello e favorì l'omicidio, ad opera dei genovesi, di Giovanni nel 1374.

## Discendenza
Giovanni da Costanza non ebbe figli.
Giovanni da Alice d'Ibelin ebbe un figlio: 
- Giacomo di Lusignano (†  1395/1397), conte titolare di Tripoli[32].

Al di fuori del matrimonio ha avuto un figlio da Alice Embriaco de Giblet: 
- Giovanni di Lusignano (m. dopo il 1410), signore titolare di Beirut, sposa nel 1385 Marguerite de Morpho, da cui ebbe[32]:
  - Giovanni di Lusignano (m. circa 1456), signore titolare di Beirut[32].

## Ascendenza
|                       |                 |                       | Genitori            |  |  | Nonni |  |  | Bisnonni         |  |  | Trisnonni          |  |
|                       |                 |                       |                     |  |  |       |  |  | Ugo III di Cipro |  |  | Enrico d'Antiochia |  |
|                       |                 |                       |                     |  |  |       |  |  | Ugo III di Cipro |  |  | Enrico d'Antiochia |  |
|                       |                 | Isabella di Lusignano |                     |  |  |       |  |  | Ugo III di Cipro |  |  |                    |  |
| Guido di Lusignano    |                 |                       |                     |  |  |       |  |  | Ugo III di Cipro |  |  |                    |  |
|                       |                 | Isabella d'Ibelin     | Guido d'Ibelin      |  |  |       |  |  |                  |  |  |                    |  |
|                       |                 | Isabella d'Ibelin     | Guido d'Ibelin      |  |  |       |  |  |                  |  |  |                    |  |
|                       |                 | Isabella d'Ibelin     | Filippa Barlais     |  |  |       |  |  |                  |  |  |                    |  |
| Ugo IV di Cipro       |                 | Isabella d'Ibelin     |                     |  |  |       |  |  |                  |  |  |                    |  |
|                       |                 | Giovanni II di Beirut | …                   |  |  |       |  |  |                  |  |  |                    |  |
|                       |                 | Giovanni II di Beirut | …                   |  |  |       |  |  |                  |  |  |                    |  |
|                       |                 | Giovanni II di Beirut | …                   |  |  |       |  |  |                  |  |  |                    |  |
| Eschive d'Ibelin      |                 | Giovanni II di Beirut |                     |  |  |       |  |  |                  |  |  |                    |  |
|                       |                 | Alice de la Roche     | Guido I de la Roche |  |  |       |  |  |                  |  |  |                    |  |
|                       |                 | Alice de la Roche     | Guido I de la Roche |  |  |       |  |  |                  |  |  |                    |  |
|                       |                 | Alice de la Roche     | …                   |  |  |       |  |  |                  |  |  |                    |  |
| Giovanni di Lusignano |                 | Alice de la Roche     |                     |  |  |       |  |  |                  |  |  |                    |  |
|                       | Balian d'Ibelin | …                     |                     |  |  |       |  |  |                  |  |  |                    |  |
|                       | Balian d'Ibelin | …                     |                     |  |  |       |  |  |                  |  |  |                    |  |
|                       | Balian d'Ibelin | …                     |                     |  |  |       |  |  |                  |  |  |                    |  |
| Guido di Ibelin       | Balian d'Ibelin |                       |                     |  |  |       |  |  |                  |  |  |                    |  |
|                       |                 | Alice di Lampron      | …                   |  |  |       |  |  |                  |  |  |                    |  |
|                       |                 | Alice di Lampron      | …                   |  |  |       |  |  |                  |  |  |                    |  |
|                       |                 | Alice di Lampron      | …                   |  |  |       |  |  |                  |  |  |                    |  |
| Alice d'Ibelin        |                 | Alice di Lampron      |                     |  |  |       |  |  |                  |  |  |                    |  |
|                       |                 | Baldovino d'Ibelin    | …                   |  |  |       |  |  |                  |  |  |                    |  |
|                       |                 | Baldovino d'Ibelin    | …                   |  |  |       |  |  |                  |  |  |                    |  |
|                       |                 | Baldovino d'Ibelin    | …                   |  |  |       |  |  |                  |  |  |                    |  |
| Isabella d'Ibelin     |                 | Baldovino d'Ibelin    |                     |  |  |       |  |  |                  |  |  |                    |  |
|                       |                 | Marguerite de Giblet  | …                   |  |  |       |  |  |                  |  |  |                    |  |
|                       |                 | Marguerite de Giblet  | …                   |  |  |       |  |  |                  |  |  |                    |  |
|                       |                 | Marguerite de Giblet  | …                   |  |  |       |  |  |                  |  |  |                    |  |
|                       |                 | Marguerite de Giblet  |                     |  |  |       |  |  |                  |  |  |                    |  |

## Curiosità
La torre "Principe Giovanni", presente presso il castello di San Ilarione, prende il nome da lui: la tradizione riporta infatti che avrebbe giustiziato i due bulgari che costituivano la sua guardia del corpo gettandoli uno dopo l'altro dalle finestre della torre.
Lo storico Stefano di Lusignano fu un suo discendente.

### Fonti primarie
- (LA)  Histoire de l'île de Chypre sous le règne des princes de la maison de Lusignan, volume 2.
- (LA)  Recueil des historiens des croisades. Documents arméniens. Tome second.
- (IT)  Chroniques d'Amadi et de Strambaldi. T. 1.
- (IT)  Chronique de l'Île de Chypre.

### Letteratura storiografica
- (FR)  Les familles d'outre-mer.